# Сисиније II Цариградски
Сисиније II Цариградски (грч. Σισίννιος; умро 24. августа 998) био је васељенски патријарх Цариграда 996. године и обављао је ту функцију до своје смрти 998. године.
Према историчарима Јована Скилице и Јована Зонаре, био је изузетно добро образован, посебно у области медицине, и био је почаствован функцијом магистра. Изабран је за патријарха 12. априла 996. године, након што је та катедра остала упражњена више од четири године, због преокупације цара Василија II његовим ратовима против Бугара.
Дана 21. фебруара 997. године, издао је томос о забрани брака између особа у сродству петог или шестог степена. Ови прописи су убрзо након тога потврђени судским одлукама, али изгледа да су изазвали и извесно противљење (Логос Антирхетикос из Скрибаса Николаоса, око 1030–1040). Два друга канона о забранама везаним за бракове такође му се приписују, али их савремени научници сматрају лажним. Каснија белешка у извештају Јована Скилице такође извештава да је Сисиније II успео да коначно оконча свађе око тетрагамне афере Лава VI Мудрог (в. 886–912). Године 997–998, он је такође издао типик о обезбеђивању митрополита Аланије у патријаршијском манастиру Епифаније у Керасу. Сисиније II је такође био прималац три писма од Лава Синадског.
Умро је 24. августа 998. Његов наследник био је Сергеј II Цариградски, који је изабран 1001. године.